# El niño (película de 2016)
The Boy (conocida como El niño en español) es una película estadounidense de terror psicológico de 2016, dirigida por William Brent Bell y escrita por Stacey Menear. La película está protagonizada por Lauren Cohan. El rodaje comenzó el 10 de marzo de 2015, en Victoria, Columbia Británica, Canadá. La película fue estrenada por STX Entertainment el 22 de enero de 2016.

## Sinopsis
Una joven estadounidense llamada Greta (Lauren Cohan) llega a trabajar como niñera a un pueblo del Reino Unido. Allí se encuentra en una casa antigua de tipo campestre, donde parece no haber nadie, por lo que se decide a inspeccionarla. En el salón encuentra un retrato familiar donde se aprecia a los dueños de casa, los Heelshire, y su pequeño hijo, de no más de ocho años de edad. Al llegar a la cocina se asusta al encontrarse con un hombre de su edad, quien se presenta como Malcolm (Rupert Evans), el hombre que trae el pedido del pueblo una vez a la semana, y poco después se encuentra con los propietarios de la casa: el señor (Jim Norton) y la señora (Diana Hardcastle) Heelshire, quienes le muestran la casa y le comentan que cada vez que vengan a traer su pedido, será Malcolm quien lo haga. Luego proceden a presentarle a su hijo, Brahms, pero al girar la silla donde el pequeño está sentado, Greta descubre que el niño es un muñeco de porcelana. A pesar de que al comienzo piensa que todo es una broma, poco a poco se da cuenta de que los Heelshire de verdad ven al muñeco como su hijo. 
La dueña de casa le indica a Greta todas las atenciones que requiere su hijo: desde despertarlo por la mañana, vestirlo y leerle. También le dice que Brahms es aficionado a la música y que le gusta oírla con un volumen muy exagerado. Poco antes de la partida de los dueños, Greta llama a su hermana por teléfono, ya que su móvil no tiene señal y comentan brevemente sobre el oscuro pasado que atormenta a Greta y que implicó tener que salir de Estados Unidos para estar durante un tiempo en Inglaterra. Posteriormente, los Heelshire se despiden de su hijo y al salir, Mrs Heelshire se despide de Greta indicándole que debe darle un buen trato a Brahms, ya que él responderá siempre de la misma forma pero, además, le dice al oído "lo siento", dejando un poco confundida a la joven. 
Después de su partida, Greta se comunica con su hermana y hablan un poco más en profundidad sobre el tema que comentaban antes: Greta había tenido un problema con su novio, Cole (Ben Robson) y este se encontraba desesperado queriendo encontrarla. Más tarde, ve al muñeco de porcelana observándola y le dice que le da un poco de miedo, cubriéndolo con una manta para no verlo. Al intentar dormir, Greta tiene una horrible pesadilla donde sueña que se levanta por la noche a ver el retrato familiar de los Heelshire y es atacada por una mano siniestra. A continuación se levanta para ver cómo está el muñeco y descubre que ya no tiene su manta mientras la observa. Al amanecer, Malcolm la visita y le sugiere que vayan a recorrer el pueblo en la noche y se autoproclama el deseo de todas las mujeres en el pueblo. Pese a su arrebato de fanfarronería, Greta accede. Durante la noche, Greta se arregla para su cita con Malcolm y comenta el vestido que debería usar con su hermana, quien compara al nuevo chico con Cole.
Mientras Greta se da una ducha para salir, alguien entra en el baño y se lleva su ropa. La joven sale muy confundida del baño con solo una toalla encima, y posteriormente, oye ruidos en el ático, por lo que decide subir. En el ático, a pesar de que no encuentra a nadie, descubre un álbum de fotografías muy antiguas, donde ve a un pequeño niño junto a unos más jóvenes Heelshire, por lo que descubre que en algún momento, los propietarios de la casa sí tuvieron a un hijo llamado Brahms. Cuando nota que el coche de Malcolm está fuera de la mansión, la puerta del ático se cierra y ella queda atrapada. Desesperada, intenta abrir la ventana rompiéndola, pero finalmente, Malcolm se da por vencido, cansado de esperarla, y abandona la casa. Greta, al buscar otra salida, se topa con una silueta y cae desmayada. En la mañana, la puerta del ático se abre permitiéndole bajar a Greta, quien se encuentra con Malcolm y le cuenta que sintió que alguien caminó por la casa de noche, y después  de recorrer la casa y no encontrar a nadie, Malcolm le pregunta a Greta si quiere que la acompañe para que se sienta más segura, y ella accede. Más tarde, juegan al billar en una de las habitaciones y ella le pide que le cuente todo lo que sabe sobre el verdadero Brahms. 
Él le cuenta que en algún momento los señores Heelshire tuvieron un hijo llamado Brahms, pero éste falleció, y luego por circunstancias extrañas, el muñeco apareció y ellos lo cuidaron como su hijo. Greta quiere saber más y está particularmente interesada en cómo era el pequeño Brahms, y él le dice que existen dos versiones: la versión verídica y la versión de bar. La versión verídica es que era un niño muy bueno y su muerte resultó ser muy trágica, pero la de bar era que fue un niño simplemente "extraño." Según Malcolm, la verdad se escondía entre esas dos versiones. Más tarde, Greta decide que puede quedarse sola, pero al amanecer encuentra a Brahms sentado en la cama y en su mano, la lista de cosas que ella tenía encomendado hacer y no había hecho, por lo que se asusta y se encierra en su habitación. En vano intenta comunicarse con su hermana, y luego recibe una llamada de Brahms, que con una angelical voz de niño le dice que tenía que respetar las reglas, y luego, fuera de la habitación escucha "tu favorito". Al abrir la puerta, se encuentra con una bandeja con un par de sándwiches con lo que a ella le gustaba. 
Ello le lleva a pensar que Brahms es aparentemente un niño "real" y tiene que seguir las reglas, por lo que comienza a hacer al pie de la letra las cosas que tenía que hacer en la lista. En otro lugar los Heelshire escriben una carta a Brahms y después se suicidan, ahogándose. Más tarde, recibe la visita de Malcolm, quien no da crédito a las palabras de la chica de que Brahms es un niño real, por lo que Greta decide colocar en una habitación al muñeco en el suelo y marcar con tiza en la posición donde se encontraba. Luego salen de la habitación y se encierran en la habitación de Greta. Ella le dice que es como un truco de magia, ya que Brahms realiza acciones cuando no hay nadie que lo esté viendo. Luego salen de la habitación para ver si el muñeco cambió de posición, pero se encuentra intacto y en el mismo lugar. Luego, Greta le pide por favor a Brahms que se mueva y le dice que si no lo hace, tendrá que irse. Deciden repetir el proceso, pero esta vez oyen pasos en la casa. Salen de la habitación, y se encuentran con que Brahms realmente cambió de posición y se ubicó detrás de la puerta. Greta se siente muy feliz de que no sea la única en saber el secreto de los Heelshire, entonces abraza a Malcolm y lo invita a caminar por los alrededores de la casa. Ahí ella le cuenta sobre su pasado, donde Cole, su novio, la golpeaba en múltiples ocasiones y en la última oportunidad, ella sufrió un aborto y dice que entiende a los Heelshire con lo que es la pérdida de un hijo. 
Por la noche, Malcolm se queda y después  de un breve coqueteo, está a instantes de acostarse con Greta, pero los interrumpe la fuerte música que gusta oír a Brahms. Ella se levanta de la cama y encuentra a Brahms sentado junto al tocadiscos y le habla como a un verdadero niño diciéndole que no debe dañar sus frágiles oídos oyendo música muy fuerte, Malcolm comienza a preocuparse deseando que él y Greta estén alejados de la casa. Él le dice que a pesar de ello, todo es muy peligroso, y le cuenta sobre una pequeña niña que siempre jugaba con Brahms, pero un día fue encontrada muerta en el jardín de los Heelshire, ella insiste en que debe quedarse en la casa. Al día siguiente, escucha ruidos en la sala de billar, pero Brahms está en sus brazos, por lo que decide ir a ver qué es lo que ocurre y se encuentra con Cole, su novio, quien le dice que le pidió la dirección a su amiga para "enviarle una carta", después  de reírse unos momentos de Brahms y diciendo que fuera un muñeco y no un niño real, simplificaba mucho las cosas, ya que podrían irse sin necesidad de tener que dejarlo en algún lugar. Mientras cenan, Cole le comenta a Greta que tiene los billetes para viajar la tarde del día siguiente para "volver a casa", y son interrumpidos por Malcolm, quien entra a la casa y los ve cenando. Greta le dice al oído a Malcolm que tiene un plan para alejar a Cole, pero son interrumpidos por él.  
Finalmente, Malcolm se despide como si no fuera más que el chico del pedido. Por la noche, Greta va a acostarse junto con el muñeco y le susurra que ella no va a dejarlo, pero necesita de su ayuda. Por la noche, mientras Cole duerme, comienzan a caer gotas de sangre en su frente para despertarlo, y al abrir los ojos, descubre que en su maleta hay cadáveres de ratas y escrito con sangre en la pared "largate". Cole llama a gritos a Greta y se pone violento con ella. Cuando la tiene en el suelo va a golpearla, cuando Malcolm entra en la habitación y le grita a Cole que se vaya, por lo que ahora Cole piensa que es él quien rayó las paredes y va a amenazarlo. Cuando ambos le explican que fue el muñeco, entonces, en un acto de furia, Cole toma al pequeño Brahms y lo revienta contra el piso volviéndolo pedazos. Greta grita aterrada por la acción de Cole. Pero al ocurrir eso, las paredes de la casa comienzan a moverse con fuerza, los tres se encuentran completamente aterrados cuando un espejo se hace trizas cayendo sobre Cole y de él emerge una gran figura, un hombre, Brahms (James Russell). Todos esos años, Brahms había vivido tras las paredes y seguía estando vivo, y usaba una máscara de porcelana para que no vieran su rostro. Brahms ataca violentamente a Cole hasta que lo asesina golpeándolo con un pedazo de porcelana del mismo muñeco. Malcolm y Greta deciden huir y se encierran en la habitación principal, donde Brahms intenta ingresar por distintos accesos secretos que tenía a través de las paredes, pero Malcolm lo golpea en la cabeza con el teléfono y huyen por el pasadizo secreto, siendo atacados múltiples veces por Brahms, quien los atacaba a través de las paredes. Finalmente, Greta encuentra un acceso para huir, pero Malcolm es atacado por Brahms. Malcolm le grita a Greta que huya y salve su vida, pero Brahms le dice que si ella se va, asesinará a Malcolm como ha asesinado a todos. Ella huye, pero al llegar a la entrada de la mansión, decide regresar por Malcolm. Toma un destornillador y se lo esconde en el bolsillo trasero del pantalón, entonces comienza a hablarle como le hablaba al muñeco Brahms y le dice que tienen que seguir las reglas y es hora de dormir. Brahms obedece. 
Una vez que Brahms está acostado, Greta se despide, pero él le dice que aún falta la última regla del día: el beso de buenas noches. Solo pronuncia "beso" con su voz de pequeño niño, siendo en realidad un hombre mayor. Greta dice que como castigo, esta noche no habrá beso de buenas noches, pero este la amenaza y ella decide besar la máscara, pero éste comienza a emocionarse intentando besarla y obligarla a acostarse, pero ella toma el destornillador y se lo entierra en el estómago, Brahms reacciona con furia y de un golpe, la envía contra la pared. Con una fuerza impresionante, la sostiene del cuello para ahorcarla, pero ella presiona el destornillador hasta que Brahms cae. Ella huye hasta donde se encontraba Malcolm y se van en el automóvil dejando atrás todo lo ocurrido en la mansión Heelshire. 
Finalmente, se ve cómo Brahms no ha sido derrotado y repara su muñeco.

## Reparto
- Lauren Cohan como Greta..[1]
- Rupert Evans como Malcolm.
- Jim Norton como Señor Heelshire.
- Diana Hardcastle como Señora Heelshire.
- Ben Robson como Cole.
- James Russell como Brahms adulto.
- Jett Klyne como Brahms niño.

## Producción
El 14 de julio de 2014, se anunció que el director de The Devil Inside, William Brent Bell, había sido elegido para dirigir un thriller sobrenatural titulado The Inhabitant, que Tom Rosenberg y Gary Lucchesi producirían a través de Lakeshore Entertainment junto con Roy Lee, Matt Berenson, Jim Wedaa y Adam Stone a través de Vertigo Entertainment. El guion fue escrito por Stacey Menear. El 23 de enero de 2015, Lauren Cohan firmó contrato para protagonizar el papel principal en la película, que tenía un nuevo título: The Boy. El 11 de marzo de 2015, más miembros del reparto fueron anunciados, entre ellos Jim Norton, Diana Hardcastle, Ben Robson, Rupert Evans y James Russell.

### Rodaje
El 10 de marzo de 2015, en Victoria, Columbia Británica, Canadá, las compañías productoras anunciaron el comienzo del rodaje.

## Estreno
El 25 de febrero de 2015, STX Entertainment adquirió los derechos de distribución de la película en Estados Unidos y anunció la película para su estreno el 5 de febrero de 2016, junto con la apertura de Hail, Caesar!. El 3 de marzo de 2015, la revista Boxoffice anunció en Twitter que la fecha de estreno se había trasladado al 22 de enero de 2016.

## Recepción
The Boy recibió críticas mixtas a negativas por parte de la crítica y la audiencia. En el sitio web Rotten Tomatoes tiene una calificación de 29% basada en 41 reseñas, con una puntuación de 4.1/10. La página Metacritic le ha dado a la película una puntuación de 42 de 100, basada en 10 críticas, indicando "reseñas mixtas". Las audiencias de CinemaScore le dieron al filme una puntuación de "B-" en una escala de A+ a F, mientras que en el sitio IMDb los usuarios le han dado una puntuación de 6.2/10, con base en más de 9 000 votos.

## Secuela
En octubre de 2018, se anunció que se estaba desarrollando una secuela. The Boy 2 comenzará la fotografía principal el 14 de enero de 2019 en Victoria British, Columbia. Katie Holmes fue elegida para interpretar a Liza, la madre de una joven familia que desconoce la historia oscura, y se mudó a la Mansión Heelshire. La premisa seguirá la historia del hijo menor que encuentra la muñeca de porcelana y se hace amigo de Brahms. William Brent Bell y Stacey Menear volverán como director y guionista, respectivamente. Tom Rosenberg, Gary Lucchesi, Eric Reid, Matt Berenson, Jim Wedaa y Roy Lee serán los productores.